# Harry Warren
Harry Warren (ur. 24 grudnia 1893 w Brooklynie (Nowy Jork), zm. 22 września 1981 w Los Angeles) – amerykański kompozytor muzyki rozrywkowej pochodzenia włoskiego.
Jego rodzina wyemigrowała z Kalabrii do USA w 1885, zmieniając nazwisko Guaragna na Warren. Był muzycznym samoukiem. Opanował grę na 10 instrumentach. Od 15 roku życia grywał zawodowo w różnych zespołach.
W 1922 napisał swój pierwszy przebój – utwór instrumentalny „Rose of the Rio Grande”. Współpracował z librecistami: Billy Rose’em, Alem Dubinem, Mackiem Gordonem, Johnnym Mercerem.
Otrzymał Oscary za piosenki „Lullaby of Broadway” (1935), „You’ll Never Know” (1943) oraz „On the Atchison, Topeka and the Santa Fe” (1945).

## Wybrane standardy
- "At Last" (1941)
- "Chattanooga Choo Choo" (1941)
- "Jeepers Creepers" (1938)
- "Lullaby of Broadway" (1935)
- "Nagasaki" (1928)
- "On the Atchison, Topeka and the Santa Fe" (1945)
- "September in the Rain" (1937)
- "Serenade in Blue" (1942)
- "You Must Have Been a Beauteful Baby" (1938)
- "You’ll Never Know" (1943)
- "You’re Getting to Be a Habit with Me" (1932)